# Malki Tsalim
 (juillet 2024).
La mise en forme du texte ne suit pas les recommandations de Wikipédia : il faut le « wikifier ».
Les points d'amélioration suivants sont les cas les plus fréquents. Le détail des points à revoir est peut-être précisé sur la page de discussion.
- Les titres sont pré-formatés par le logiciel. Ils ne sont ni en capitales, ni en gras.
- Le texte ne doit pas être écrit en capitales (les noms de famille non plus), ni en gras, ni en italique, ni en « petit »…
- Le gras n'est utilisé que pour surligner le titre de l'article dans l'introduction, une seule fois.
- L'italique est rarement utilisé : mots en langue étrangère, titres d'œuvres, noms de bateaux, etc.
- Les citations ne sont pas en italique mais en corps de texte normal. Elles sont entourées par des guillemets français : « et ».
- Les listes à puces sont à éviter, des paragraphes rédigés étant largement préférés. Les tableaux sont à réserver à la présentation de données structurées (résultats, etc.).
- Les appels de note de bas de page (petits chiffres en exposant, introduits par l'outil «  Source ») sont à placer entre la fin de phrase et le point final[comme ça].
- Les liens internes (vers d'autres articles de Wikipédia) sont à choisir avec parcimonie. Créez des liens vers des articles approfondissant le sujet. Les termes génériques sans rapport avec le sujet sont à éviter, ainsi que les répétitions de liens vers un même terme.
- Les liens externes sont à placer uniquement dans une section « Liens externes », à la fin de l'article. Ces liens sont à choisir avec parcimonie suivant les règles définies. Si un lien sert de source à l'article, son insertion dans le texte est à faire par les notes de bas de page.
- La présentation des références doit suivre les conventions bibliographiques. Il est recommandé d'utiliser les modèles {{Ouvrage}}, {{Chapitre}}, {{Article}}, {{Lien web}} et/ou {{Bibliographie}}. Le mode d'édition visuel peut mettre en forme automatiquement les références.
- Insérer une infobox (cadre d'informations à droite) n'est pas obligatoire pour parachever la mise en page.

Pour une aide détaillée, merci de consulter Aide:Wikification.
Si vous pensez que ces points ont été résolus, vous pouvez retirer ce bandeau et améliorer la mise en forme d'un autre article.
Pour les articles homonymes, voir Sandanski (homonymie).
Malki Tsalim est un village du sud-ouest de la Bulgarie. Il est situé dans la municipalité de Sandanski, district de Blagoevgrad.

## Géographie
Le village borde Golyam Tsalim et Bozhdovo. Les maisons de Malki Tsalim sont de type maison Rhodope (bg) et dix d'entre elles sont des monuments culturels.

## Histoire
L'église « Saint Dimitar » date de la seconde moitié du XIXe siècle.
Dans l'« Ethnographie des vilayets d'Andrinople, Monastir et Thessalonique », publiée à Constantinople en 1878 et reflétant les statistiques démographiques de 1873, Timar Tsalip est répertorié comme un village de 30 ménages et 110 Bulgares, et Vakf Tsalip avec 45 ménages et 150 Bulgares.
En 1891, Georgi Strezov écrivait à propos du village :

« Малки Цалим, на 1/4 ч. на И от Големи Цалим. Същата местност и същи поминък, както в по-горното село. Смесена църква; училище няма. 30 къщи само българе. »

En 1900, selon les statistiques de Vasil Kanchov (« Macédoine. Ethnographie et statistiques »), la population de Vakai Tsalim était de 210 personnes, tous chrétiens bulgares, et celle de Timara Tsalim était de 185 personnes, tous chrétiens bulgares.

## Population

### Composition ethnique
Recensement de la population de 2011
Nombre et part des ethnies selon le recensement de 2011:
|                           | Calcul |
| Total                     | 9      |
| Bulgares                  | 9      |
| Turcs                     | -      |
| Tsiganes                  | -      |
| Autres                    | -      |
| Ils ne se définissent pas | -      |
| Ils n'ont pas répondu     | -      |

## Attractions culturelles et naturelles
A proximité du village se trouve une église rupestre Saint Jean de Rila. La légende raconte que le saint y vécut avant d'être expulsé par la population locale, qui le considérait comme un sorcier. Chaque année, le 18 août, à cet endroit, les villages de Golyam et Malak Tsalim organisent un Kurban, au cours duquel de nombreux chants, danses et réunions de famille ont lieu.

## Personnalités
Personnalités nées à Malki Tzalim :
- Bojine Velev (1896 – 1923), politicien bulgare de BZNS

## Remarques
1. ↑  « Малки Цалим », Община Сандански,‎ 3 octobre 2012 (consulté le 4 octobre 2019).
2. ↑  « Ethnic composition, all places: 2011 census », pop-stat.mashke.org (consulté le 9 juin 2019).